# Floorball Verband Hessen
Der Floorball Verband Hessen e. V. (abgekürzt: FVH, Eigenschreibweise floorball hessen) ist der Floorball-Verband des Bundeslandes Hessen. Der Verband ist Mitglied im Floorball-Verband Deutschland.

## Mitglieder
Folgende zehn Vereine sind Mitglied im Floorball Verband Hessen:
- Edersee Sharks
- SV Espenau Rangers
- Marburger Elche
- MTV 1846 Gießen
- TSV Tollwut Ebersgöns
- TSV Griedel 1899
- SV Taunusstein-Neuhof
- TV 1882 Harheim
- Frankfurt Falcons
- TSG Erlensee 1874
- Darmstadt Dukes

Folgende Vereine nehmen am Spielbetrieb des FVH teil, kommen aber nicht aus Hessen:
- SC Weende Göttingen
- Floorball Mainz
- SG Ludwigshafen/Kaiserslautern
- Black Pitbulls St. Wendel
- TV Schriesheim

## Spielbetrieb
Die Aufgabe des FVH ist es, den Spielbetrieb der floorball hessenliga zu organisieren und durchzuführen.
Zur Saison 2025/26 finden alle Ligen wie 2024/25 statt. Im Herren Kleinfeld wurde die Liga daher wieder Floorball RLPSaar integriert und in eine Nord- und Südstaffel aufgeteilt. Die jeweils beiden besten der Staffeln spielen im eFloorball.de-Final4 Hessen Herren KF den Meister aus. Bei der Nord-Staffel ist mit dem SCW Göttingen nun auch ein Verein aus Niedersachsen dabei. Mit dem TV Schriesheim in der U11 Kleinfeldliga nimmt zudem ein Team aus Baden-Württemberg im hessischen Spielbetrieb teil. Mit Mainz, Ludwigshafen und St. Wendel sind es damit insgesamt fünf Vereine. Hier die Auflistung der diesjährigen Ligen:
- eFloorball.de-Regionalliga Hessen Herren GF (Großfeld)
- eFloorball.de-Regionalliga Hessen Herren KF (Kleinfeld)
  - Staffel Nord
  - Staffel Süd (mit RLPSaar)
- eFloorball.de-Hessenliga Junioren U17 (Kleinfeld)
- eFloorball.de-Hessenliga Junioren U15 (Kleinfeld)
- eFloorball.de-Hessenliga Junioren U13 (Kleinfeld)
- eFloorball.de-Hessenliga Junioren U11 (Kleinfeld)
- eFloorball.de-Hessenliga Junioren U9 (Kleintor)

| Altersklasse | Spielform | Liga                                              | Saison  | Saison  | Saison            | Saison  | Saison  | Saison  | Saison  | Saison         | Saison  | Saison                  | Saison                    | Saison |
| Altersklasse | Spielform | Liga                                              | 2015/16 | 2016/17 | 2017/18           | 2018/19 | 2019/20 | 2020/21 | 2021/22 | 2022/23        | 2023/24 | 2024/25                 | 2025/26                   |        |
| ------------ | --------- | ------------------------------------------------- | ------- | ------- | ----------------- | ------- | ------- | ------- | ------- | -------------- | ------- | ----------------------- | ------------------------- | ------ |
| Herren       | Großfeld  | Regionalliga West (zusammen mit NRW)              | 9       | 7       | 4 (als Play-offs) | –       | –       | –       | –       | 4 (als Final4) | 8       | –                       | –                         |        |
| Herren       | Großfeld  | (eFloorball.de-)Regionalliga Hessen               | –       | –       | 06 m              | 06 m    | 06 m    | 07 m    | 8       | 05 m           | –       | 07 m h                  | 07 m                      |        |
| Herren       | Kleinfeld | (eFloorball.de-)Regionalliga Hessen               | 10      | 7       | 4                 | 11      | 6       | 5       | 9       | 4              | 4       | 11 RLPSaar (2 Staffeln) | 11 RLPSaar g (2 Staffeln) |        |
| Herren       | Kleinfeld | (eFloorball.de-)Verbandsliga Hessen               | –       | –       | 6                 | –       | 7       | 05 m    | –       | 4              | 5       | –                       | –                         |        |
| Damen        | Großfeld  | Regionalliga Süd-West (zusammen mit RLP und BaWü) | –       | –       | –                 | –       | –       | –       | –       | 3              | –       | –                       | –                         |        |
| Damen        | Kleinfeld | Regionalliga West (zusammen mit NRW)              | 6       | 6       | 5                 | –       | –       | –       | –       | –              | –       | –                       | 5                         |        |
| Damen        | Kleinfeld | Regionalliga Hessen                               | –       | –       | –                 | 03 m    | 03 m    | 03 m    | 03 m    | –              | –       | –                       | –                         |        |
| U17 Junioren | Großfeld  | Regionalliga West                                 | 3       | –       | 03 m              | –       | 4       | 5       | 4       | –              | –       | –                       | –                         |        |
| U17 Junioren | Großfeld  | Regionalliga Hessen                               | –       | –       | –                 | 3       | –       | –       | –       | –              | –       | –                       | –                         |        |
| U17 Junioren | Kleinfeld | Regionalliga West                                 | 4       | –       | –                 | –       | –       | –       | –       | –              | –       | –                       | –                         |        |
| U17 Junioren | Kleinfeld | (eFloorball.de-)Regionalliga Hessen               | –       | 04 m    | 03 m              | 05 m    | 4       | 04 m    | 05 m    | 06 m           | 06 m    | 05 m                    | 05 m                      |        |
| U15 Junioren | Großfeld  | Regionalliga West (mit NRW und RLP)               | –       | –       | –                 | –       | –       | –       | –       | –              | 5       | x 1                     | 8                         |        |
| U15 Junioren | Kleinfeld | (eFloorball.de-)Regionalliga Hessen               | 4       | 4       | 07 m              | 08 m    | 06 m    | 06 m    | 05 m    | 07 m           | 06 m    | 08 m                    | 07 m                      |        |
| U13 Junioren | Kleinfeld | (eFloorball.de-)Regionalliga Hessen               | 06 m    | 06 m    | 07 m              | 06 m    | 06 m    | 06 m    | 07 m    | 06 m           | 06 m    | 06 m                    | 06 m                      |        |
| U11 Junioren | Kleinfeld | (eFloorball.de-)Regionalliga Hessen               | –       | –       | –                 | –       | –       | –       | –       | –              | –       | –                       | 07 m s                    |        |
| U11 Junioren | Kleintor  | (eFloorball.de-)Regionalliga Hessen               | 3       | 06 m    | 07 m              | 06 m    | 07 m    | 07 m    | 05 m    | 05 m           | 07 m    | 09 m s                  | –                         |        |
| U9 Junioren  | Kleintor  | (eFloorball.de-)Regionalliga Hessen               | 2       | 4       | 3                 | 04 m    | 05 m    | 05 m    | 05 m    | 04 m           | 06 m    | 05 m                    | 05 m                      |        |

## Präsidenten
- 2008–2010: Walter Doornveld (Butzbach)
- 2010–2012: Martin Unger (Butzbach)
- 2012–??: Dimitri Sendetski (Kassel)
- ??–2017: Gunnar Richter (Marburg)
- 2017–2024: Nico Großmann (Espenau)
- seit 2024: Ricardo Lieblein (Gießen)